# Pla d'Iglésies
El Pla d'Iglésies és una plana del terme municipal de Sant Quirze Safaja, a la comarca del Moianès.
Està situada en el sector central del terme, a la part oriental del territori del poble de Sant Quirze Safaja. Ès a la dreta del Rossinyol, en un esperó del serrat on es troba la masia del Serrà, al seu sud-est. En l'actualitat no té ús agrícola.